# Globale Umweltveränderungen und Zukunftsszenarien

Animierte Prognosekarten zur Verschiebung der Klimazonen nach dem „Worst Case“-Szenario „A1Fl“ des IPCC als Beispiel für zukünftige globale Umweltveränderungen

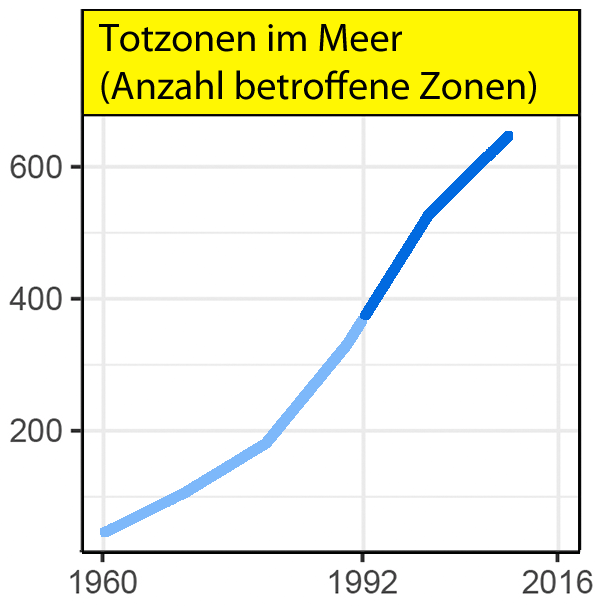
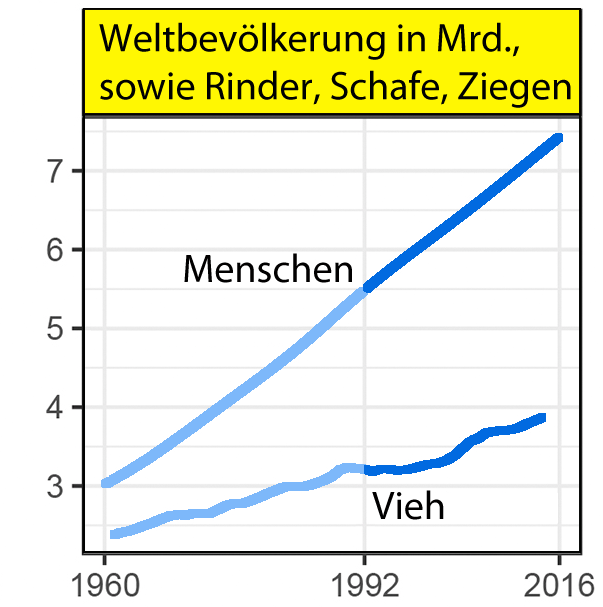
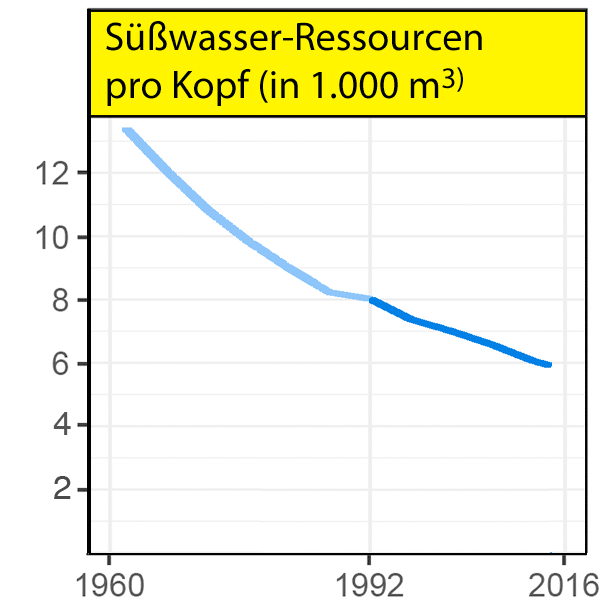

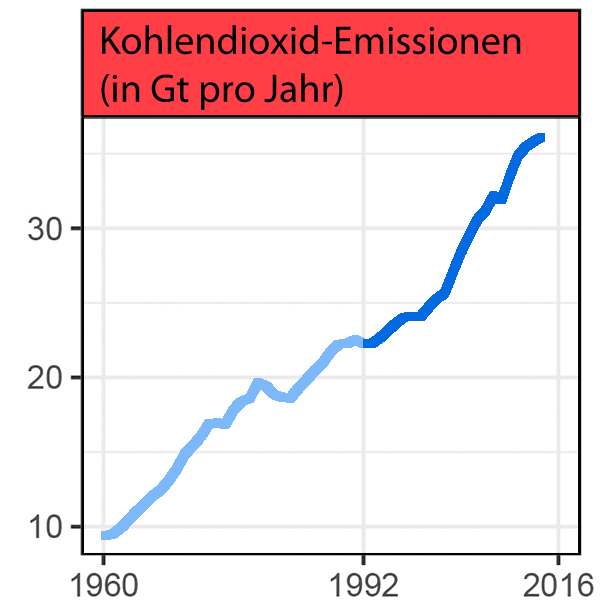
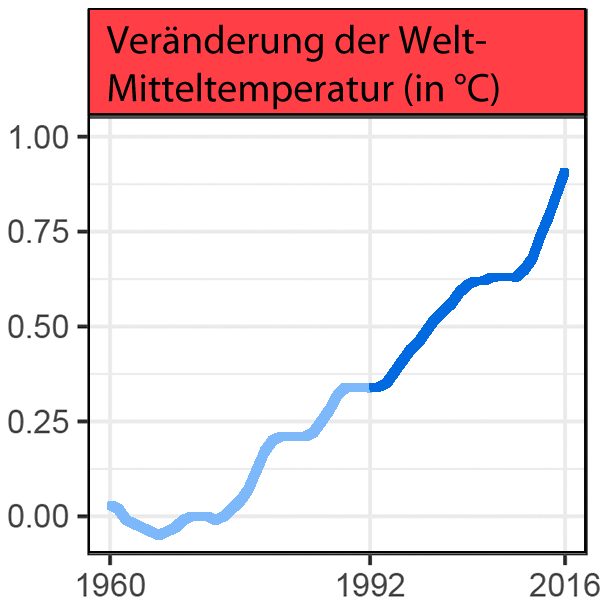
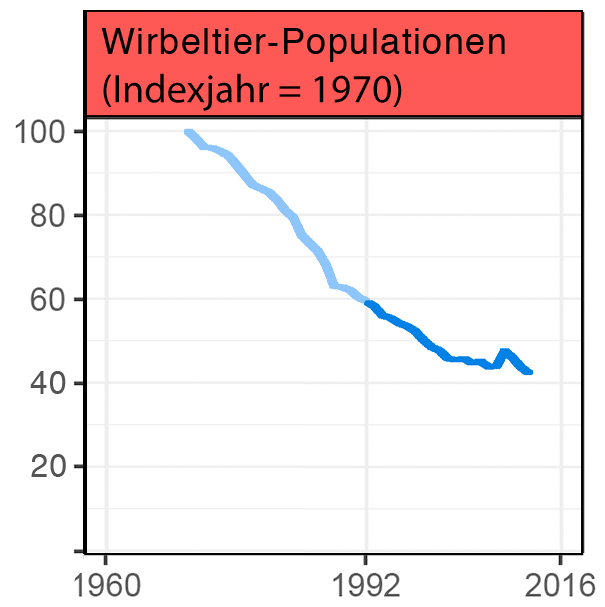

Globale Umweltveränderungen und Zukunftsszenarien bezeichnet wissenschaftliche Untersuchungen über den Zustand der irdischen Biosphäre unter Berücksichtigung des Naturhaushalts (Biome, Ökosysteme, Klima, Geologie, Hydrologie, Stoffkreisläufe) sowie der vom Menschen verursachten Einflussgrößen (z. B. Bevölkerungswachstum, Rohstoff- und Energienutzung, Stoffeintrag in die Umwelt, Landnutzung) in ihren Wechselwirkungen, um daraus Modellerhebungen mit den wahrscheinlichen statistischen Trends für die zukünftige Entwicklung vorhersagen zu können. Dabei werden auch bereits bestehende Einflüsse auf die natürliche Umwelt wie Umweltverschmutzung und -schädigung, ungewöhnliche Veränderungen der Flora und Fauna, Flächenverbrauch oder die Reduktion der „freien Wildbahn“ bewertet und in die Überlegungen mit einbezogen. Die Datengrundlage stammt aus global verteilten Messstationen der Umweltbeobachtung. In der Regel modellieren die beauftragten Forscher verschiedene Szenarien unter Annahme unterschiedlicher politischer, wirtschaftlicher und technologischer Entwicklungsrichtungen.
Machbar wurden solche Studien erst durch die Computersimulation, die den Menschen in die Lage versetzen, die enormen Datenmengen der hochkomplexen Systeme sinnvoll zu verarbeiten und Berechnungen damit durchzuführen.
Die Auftraggeber sind zumeist Vereinigungen engagierter Wissenschaftler, Regierungen oder die Vereinten Nationen. Die Ziele liegen in erster Linie auf der Schaffung belastbarer Grundlagen für eine nachhaltige globale Umweltpolitik.
Die seit Mitte des 20. Jahrhunderts veröffentlichten Studien kommen alle zu ähnlichen Ergebnissen: Seit 1972 wird davon ausgegangen, dass die globalen Ökosystemdienstleistungen – also der Nutzen, den Menschen aus den Lebensgemeinschaften der Erde ziehen können – in hohem Maße gefährdet sind. Die positiven Szenarien wurden im Laufe der Jahrzehnte immer seltener und unwahrscheinlicher. Dabei wurden die vorliegenden Daten immer wieder anhand der tatsächlichen Entwicklungen validiert und verifiziert.
Die Szenarien aller Studien belegen, dass nur ausgesprochen engagierte und kurzfristige innovative Gegenmaßnahmen eine globale, nicht mehr steuerbare globale Umweltkatastrophe verhindern könnten.

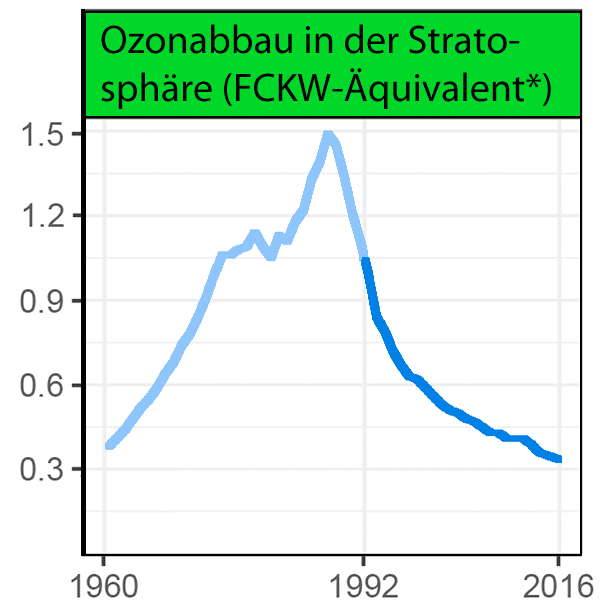
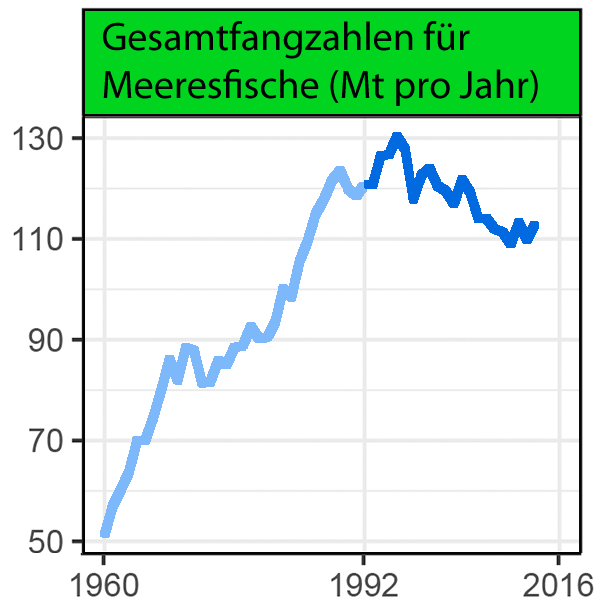

„Ampel“-Darstellung der ökologischen Trends der Erde nach William J. Ripple u. a.: „Zweite Warnung an die Menschheit“ (2017)
*) =  Emissionen von ozonabbauenden Halogenverbindungen als R-11-Äquivalente im Megatonnen unter Annahme einer konstanten natürlichen Emissionsrate von 0,11 Mt pro Jahr.

## Verschiedene Studien im Laufe der Jahrzehnte
Die seit den 1950er Jahren durchgeführten Datenerhebungen und Berechnungen beweisen einen maßgeblichen Einfluss des menschlichen Handelns auf den Wandel des Planeten Erde. Dies führte unter anderem zu gänzlich neuen ökologischen Betrachtungen der Welt: Statt nur die natürlichen Lebensräume zu betrachten, werden heute auch die vom Menschen geprägten Landschaftstypen auf globaler Ebene im Sinne fließend ineinander übergehender Hemerobiegrade (Naturnähe ↔ Naturferne) berücksichtigt.
Seit Beginn des 21. Jahrhunderts dahingehend diskutiert, ob der Mensch ein neues erdgeschichtliches Zeitalter eingeleitet hat. Die Bezeichnung dafür lieferten der Chemiker Paul Crutzen und der Biologe Eugene Stoermer mit ihrer Begriffsschöpfung Anthropozän.

### Seit 1956: Internationale Klimastudien

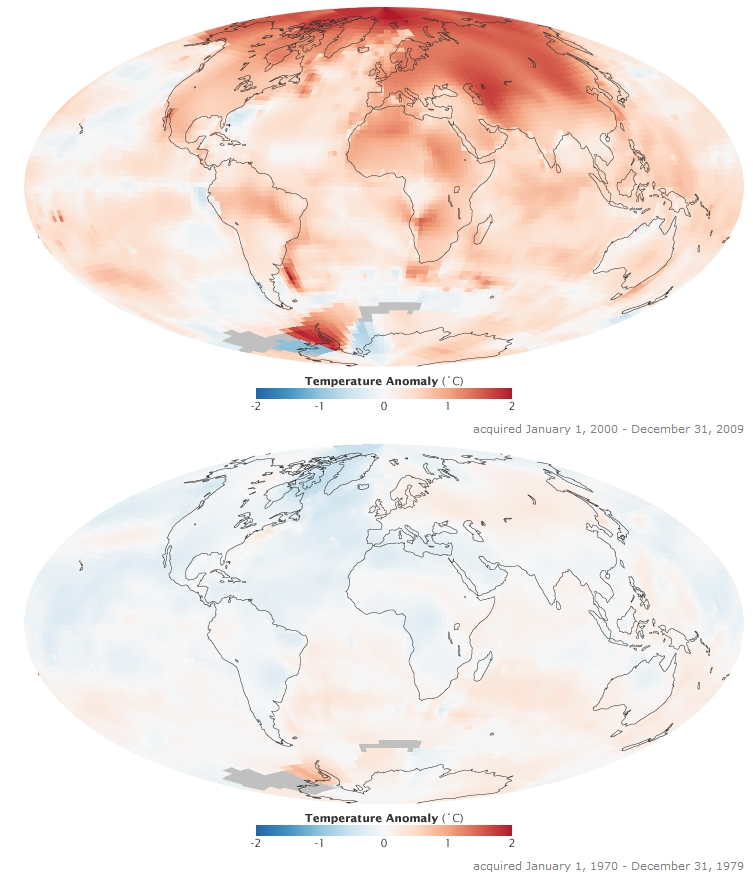
Veränderung der Oberflächentemperaturen 2000–2009 (oben) und 1970–1979 (unten), bezogen auf die Durchschnittstemperaturen von 1951 bis 1980

„Die Menschheit hat ein großangelegtes geophysikalisches Experiment begonnen, das es in dieser Form weder in der Vergangenheit gab, noch in der Zukunft ein zweites Mal geben wird.“

Der Beginn globaler Umweltstudien ist eng mit der Erforschung des Klimawandels verbunden. 1956 nutzte der kanadische Physiker Gilbert Plass erstmals Computer zur Berechnung der möglichen globalen Temperaturverläufe in der Zukunft. Dabei stellte er fest, dass die globale Erwärmung entgegen den damals bestehenden Theorien wesentlich schneller eintreten würde. Er kam auf eine Erhöhung von etwa einem Grad Celsius bis zum Jahr 2000.
1960 entwickelte der deutsche Meteorologe Fritz Möller das erste vollständige Klimamodell. Ab 1960 verbesserte sich die Datenlage dramatisch aufgrund des Einsatzes von Erdbeobachtungssatelliten. Der russische Geograph Michail Iwanowitsch Budyko war der erste Klimaforscher, der aufgrund seines Modelles von einer ernsthaften Bedrohung der Menschheit durch den vom Menschen veränderten Klimawandel ausging.
Die internationale Anerkennung als globales Problem begann mit der 1. Weltklimakonferenz 1979. Daraus folgte eine fundamentale Erklärung sowie die Initiierung des Weltklimaforschungs-Programms und die Gründung des Zwischenstaatlichen Ausschusses über den Klimawandel (IPCC) durch das Umweltprogramm der Vereinten Nationen (UNEP) und die Weltorganisation für Meteorologie (WMO) im Jahr 1988.
Seitdem sind vom IPCC, aber auch von etlichen anderen Organisationen, hunderte von Modellberechnungen mit immer wahrscheinlicheren und genaueren Ergebnissen durchgeführt worden.
Spätestens seit den frühen 1990er Jahren herrscht in der Wissenschaft ein sehr breiter Konsens über die Realität des Klimawandels und seine anthropogenen Ursachen. Kontroverse Debatten über angebliche Unsicherheiten der Studien, die häufig von Wirtschaftsvertretern und Politikern geschürt werden, finden nur noch außerhalb der Wissenschaften statt.
Die Folgen der globalen Erwärmung betreffen alle Bereiche der Natur und des menschlichen Lebens. Direkte und zweifelsfrei eintretende Folgen sind steigende Meeresspiegel, Gletscherschmelze, Verschiebung von Klima- und Vegetationszonen, verändertes Auftreten von Niederschlägen, stärkere oder häufigere Wetterextreme wie Überschwemmungen, Stürme und Dürren; Ausbreitung von Parasiten und tropischen Krankheiten sowie mehr Umweltflüchtlinge.
Weitere mögliche Folgen – wie etwa eine weitere Beschleunigung des Massenaussterbens – werden intensiv untersucht und diskutiert. Sie sind häufig Gegenstand weiterer Studien.

### 1964–1974: International Biological Program
Das International Biological Program (IBP) war das erste ökologische Groß-Forschungsprogramm. Der ehrgeizigste Teil des Programms war eine grundlegende Inventur der biozönotischen Beziehungen, Nahrungsketten sowie Energie- und Stoffflüsse für ganze Biome. Obwohl das Programm von vielen Wissenschaftlern im Ergebnis eher als Fehlschlag eingeschätzt wurde und mit ihm keine bahnbrechenden Erkenntnisfortschritte verbunden waren, war es von wichtiger Bedeutung für die Organisation und das Management der späteren ökologischen Studien.
Das 1970 ins Leben gerufene UNESCO-Programm Der Mensch und die Biosphäre (kurz: MAB-Programm) – an dem sich heute 150 Länder beteiligen – ging aus dem IBP hervor.

### 1972–2004: Die Grenzen des Wachstums

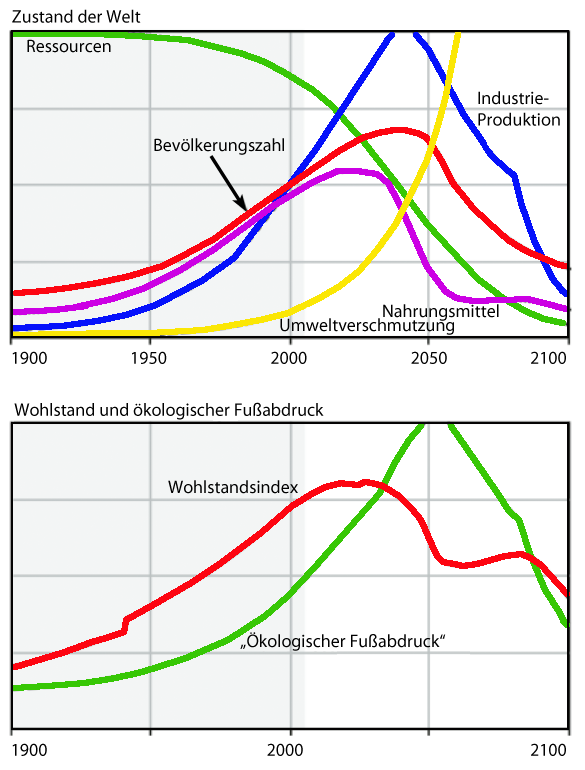
„Weiter wie bisher“ im 30-Jahre-Update der „Grenzen des Wachstums“. Dieses Szenario geht davon aus, dass sich die Umweltpolitik nicht wesentlich verändert: Zwischen 2030 und 2040 wird der Wohlstand mit einer drastischer Verknappung von Wirtschaftsgütern und Lebensmitteln deutlich zurückgehen. Die entstehenden Hungersnöte und eine erhebliche Umweltverschmutzung und -zerstörung wird viele Millionen Tote fordern und zu deutlich niedrigeren Geburtenraten führen.

Die 1972 veröffentlichte Studie Die Grenzen des Wachstums – Ein Bericht für den Club of Rome zur Lage der Menschheit bildete den Auftakt zahlreicher wissenschaftlich fundierter Prognosen zur zukünftigen Entwicklung der Welt im Hinblick auf die Folgen menschlicher Aktivitäten (Weltwirtschaft, Technologie, Politik) für das gesamte System Erde.
Untersucht wurden verschiedene Faktoren, die ein exponentielles Wachstum aufweisen. Die Wechselwirkungen und Regelkreise wurden zur Grundlage für die Computersimulation „World3“. Das Ergebnis der Simulation war besorgniserregend:

„Wenn die gegenwärtige Zunahme der Weltbevölkerung, der Industrialisierung, der Umweltverschmutzung, der Nahrungsmittelproduktion und der Ausbeutung von natürlichen Rohstoffen unverändert anhält, werden die absoluten Wachstumsgrenzen auf der Erde im Laufe der nächsten hundert Jahre erreicht. […] Aus diesem teuflischen Regelkreis können uns technische Lösungen allein nicht herausführen.“

Diese Prognose wurde aus verschiedenen Gründen lange und heftig kritisiert.
Eine CSIRO-Studie von 2008 kam jedoch zum Ergebnis, dass die tatsächliche Entwicklung von 1970 bis 2000 weitgehend mit den Vorhersagen des Standardszenarios aus den „Grenzen des Wachstums“ übereinstimmte. Das Modell nimmt einen globalen Kollaps für die Mitte des 21. Jahrhunderts an.
Seit 1972 wurden die Modelle bereits dreimal anhand aufgelaufener Daten überprüft sowie überarbeitet und erweitert. Trotz umfangreicherer Ausgangsdaten und leistungsfähigerer Computer blieben die Ergebnisse im Wesentlichen unverändert. Auch die 40-Jahre-Prognose bis 2052 von 2012 kommt in den meisten der errechneten Szenarien zum Überschreiten der Wachstumsgrenzen mit anschließendem Kollaps („overshoot and collapse“) bis spätestens 2100. Die Abwendung dieses Szenarios ist im Gegensatz zur ersten Studie nun nicht mehr möglich; selbst bei einer überaus ambitionierten Mischung aus Einschränkung des Konsums, Kontrolle des Bevölkerungswachstums, Reduktion des Schadstoffausstoßes und zahlreichen weiteren Maßnahmen. Wird die Entwicklung der letzten 30 Jahre unverändert fortgeführt, tritt der Kollaps laut Prognose bereits ab dem Jahr 2030 ein.

### 1980: Global 2000
Die Studie Global 2000 wurde 1977 von US-Präsident Jimmy Carter in Auftrag gegeben. Sie sollte grundlegende Entwicklungen der Umweltbedingungen und ihre wahrscheinlichen Auswirkungen bis zum Jahr 2000 ermitteln. Die noch weitaus breiter und fortschrittlicher angelegte Studie als die „Grenzen des Wachstums“ prognostizierte sowohl ein überproportionales Bevölkerungswachstum als auch wachsende Umweltprobleme und sah bereits deutliche Anzeichen für Klimaveränderungen.

### 1995 und 2010: Faktor Vier und Fünf

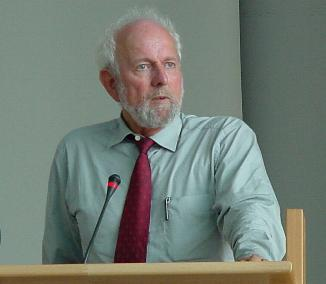
Ernst Ulrich von Weizsäcker; einer der Autoren von Faktor 4 und Faktor 5

Ernst Ulrich von Weizsäcker, Amory Lovins und Hunter Lovins verfassten ebenfalls Berichte an den Club of Rome: 1995 erschien „Faktor Vier“ – Doppelter Wohlstand – halbierter Naturverbrauch und 2010 „Faktor Fünf“. Die Autoren versuchen darin, mit Hilfe einer technologisch gesteigerten Ressourcenproduktivität, Energieeffizienz, Ökosteuern und einem bewussten Wandel vom Lebensstandard zur Lebensqualität Szenarien zu erreichen, die ohne Zusammenbruch auskommen.

### 2005: Millennium Ecosystem Assessment
Die Studie Millennium Ecosystem Assessment wurde von den Vereinten Nationen ins Leben gerufen. Ziel war ein systematischer Überblick über den globalen Zustand von 24 Schlüssel-Ökosystemdienstleistungen.
Die Ergebnisse zeigten, dass sich die Erde in einem Zustand der Degradation befindet. 60 % oder 15 von 24 untersuchten Ökosystemdienstleistungen befanden sich seit Mitte des 20. Jahrhunderts in einem Zustand fortgeschrittener und/oder anhaltender Zerstörung. Das führt zu einer nachlassenden Funktionsfähigkeit der Ökosysteme. Dieser Prozess hat sich aufgrund steigender Konsumbedürfnisse zunehmend beschleunigt. Die Pläne der UN zur Abschaffung des Hungers und zur weltweiten Seuchenbekämpfung können mit solch ausgeprägten Umweltschäden nicht erreicht werden. Die Studie zeigt Lösungswege für viele der ermittelten Probleme auf, sieht jedoch hierfür fehlende institutionelle sowie finanzielle Voraussetzungen.

### 2009: Planetary Boundaries

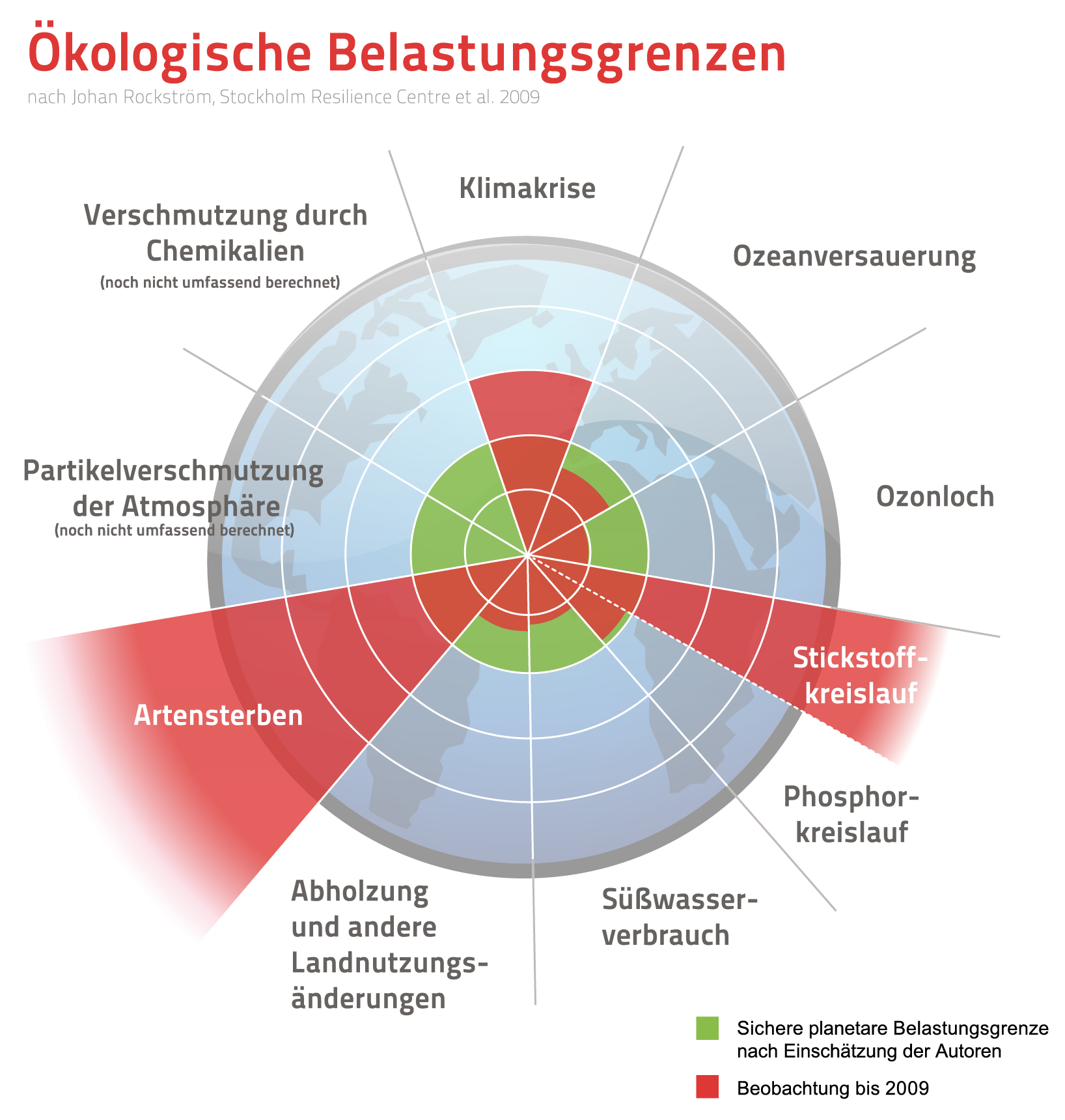
Visuelle Darstellung der „planetary boundaries“ nach Johan Rockström et al. 2009

Eine internationale Forschergruppe unter Johan Rockström vom Stockholm Resilience Centre veröffentlicht 2009 in der Zeitschrift Nature die Studie Planetary Boundaries („Die Grenzen des Planeten“). Sie ermittelten darin die wichtigsten umweltrelevanten Parameter des Planeten Erde und ihre kritischen Grenzwerte. Das Ziel dieser Festlegung ist es, die hochkomplexen Zusammenhänge der Biosphäre auf diese Weise anschaulich zu vereinfachen, um Risiken schnell und übersichtlich anhand einiger weniger Schlüsselparameter sichtbar zu machen. Nach dieser Studie muss die Menschheit es schaffen, bei allen Parametern langfristig jeweils unter 100 % zu bleiben, um die Umwelt – und damit unsere Lebensgrundlagen – nicht unvorhersehbar zu gefährden:
- Werte, die 2009 über 100 % lagen:
  - Verlust der biologischen Vielfalt: > 1.000 %
  - Schwefelemissionen: 346 %
  - Kohlenstoffdioxid in der Erdatmosphäre: 111 %

- Werte nahe 100 %:
  - Ausdünnung der Ozonschicht: 98 %
  - Versauerung der Meere: 95 %

- Werte deutlich unter 100 %:
  - Phosphorverlust der Meere: 82 %
  - Von Besiedlung und Landwirtschaft beeinflusste Landflächen: 78 %
  - Süßwasserressourcen: 65 %

### 1992, 2017 und 2019: Warnungen an die Menschheit
Am 13. November 2017 veröffentlichten 15.372 Wissenschaftler aus 184 Ländern eine „zweite Warnung an die Menschheit“. Sie nahmen dabei Bezug auf eine „erste Warnung“, die 1992 von 1.575 Wissenschaftlern der amerikanischen Forscher-Vereinigung Union of Concerned Scientists herausgegeben wurde.

„Wir, die Unterzeichnenden – hochrangige Mitglieder der wissenschaftlichen Gemeinschaft der Welt – warnen hiermit die gesamte Menschheit vor der Zukunft. Eine große Veränderung unseres Umganges mit der Erde und ihren Lebewesen ist erforderlich, wenn drohendes Elend vermieden werden soll und unsere globale Heimat auf diesem Planeten nicht unwiederbringlich verstümmelt werden soll.“

25 Jahre später wurde die damalige Prognose mit den tatsächlichen Entwicklungen verglichen. Seit 1992 hat die Menschheit mit Ausnahme der Stabilisierung der stratosphärischen Ozonschicht und der Überfischung keine ausreichenden Fortschritte bei der Verbesserung der wichtigsten globalen Umweltmerkmale erzielt (siehe Kurvenverläufe am Beginn dieses Artikels). Der negative Trend ist ganz im Gegenteil unverändert. Besonders besorgniserregend ist die derzeitige Entwicklung eines möglicherweise katastrophalen Klimawandels in Verbindung mit der Entwaldung und den landwirtschaftlichen Produktionszielen (insbesondere die Massentierhaltung von Rindern für den Fleischkonsum sowie die Zerstörung von Lebensraum). Außerdem wird der vom Menschen ausgelöste Artenverlust als sechstes „Massenaussterbe-Ereignis“ in etwa 540 Millionen Jahren gewertet. Weitere negative Trends betreffen die sogenannten Totzonen in den Weltmeeren.
In einer Aktualisierung im Jahr 2021 warnen Wissenschaftler, dass es Belege gibt, dass sich kritische Elemente des Erdsystems dem Kipppunkt nähern oder ihn bereits überschritten haben. Aufgrund des eingetretenen Klimanotstandes wären häufige Updates zur Notlage und grundlegende, über die Politik hinausgehende Systemänderungen erforderlich, um die sofortige, drastische Verringerungen der Treibhausgase zu erreichen. Zudem informiert die Studie über 31 „planetarische Vitalwerte“, von denen 18 bereits kritische Werte erreicht haben.

### 2018: Trajektorien des Erdsystems im Anthropozän

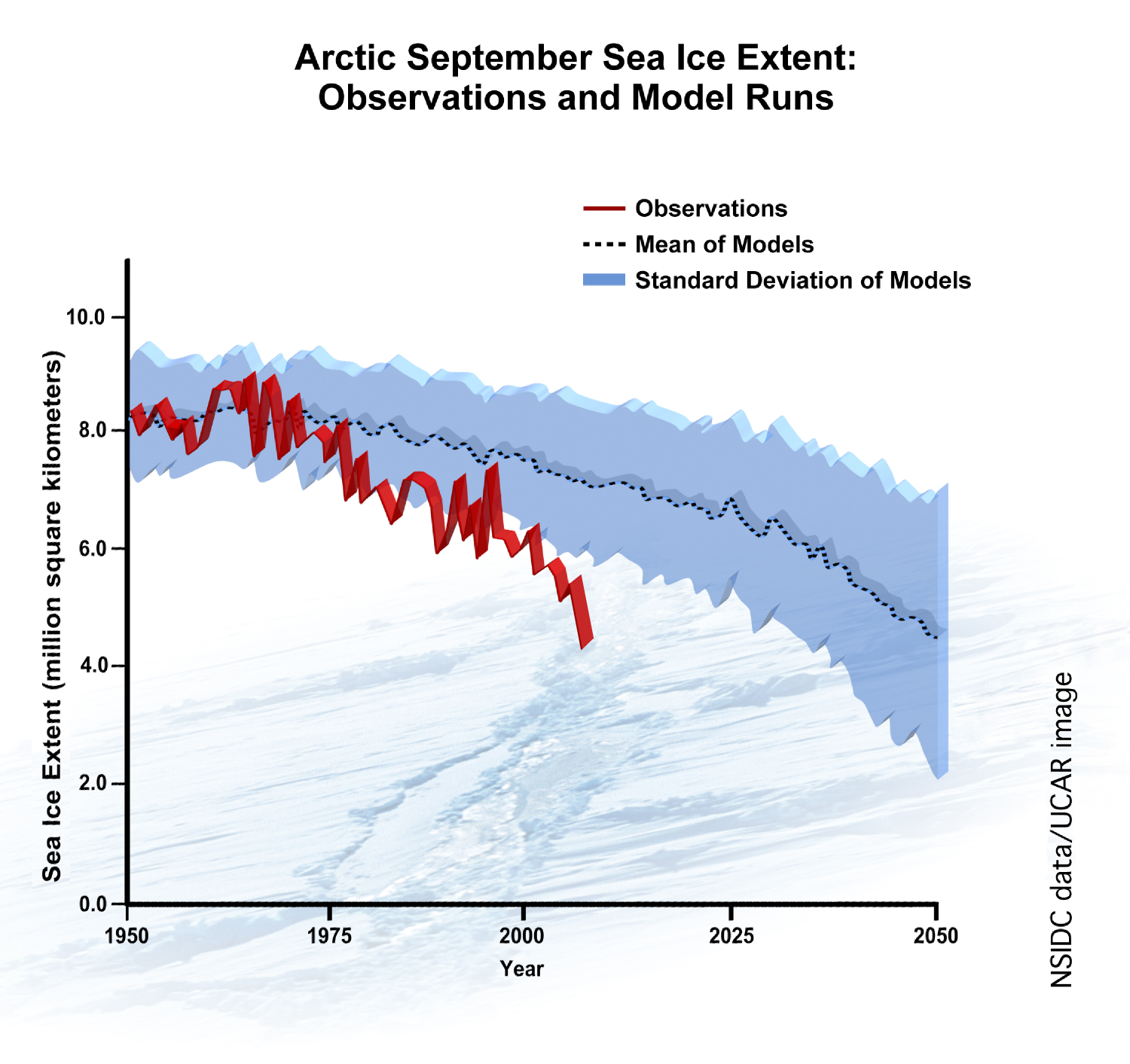
Das Schmelzen des arktischen Meereises verläuft schneller, als alle Klimamodelle zeigten, welche Grundlage des 4. IPCC-Sachstandsberichts von 2007 waren

Ein internationales Team von Wissenschaftlern hat am 6. August 2018 eine Studie in den Proceedings der Nationalen Akademie der Wissenschaften (PNAS) veröffentlicht, nach der es ein ernstzunehmendes Risiko bleibt, dass die globale Erwärmung auf lange Sicht nicht bei 1,5 °C bis 2 °C zu stoppen sein könnte. Selbst bei Umsetzung der im Pariser Abkommen festgelegten Pläne zur Minderung von Treibhausgasemissionen bleibt ein Risiko, dass der Planet durch verschiedene Rückkopplungsprozesse in einen Zustand gerät, den die Forscher als „Hothouse Earth“ bezeichnen. Eine solche Heißzeit wäre langfristig durch etwa 4 °C bis 5 °C höhere Temperaturen charakterisiert sowie durch einen Meeresspiegelanstieg um 10 m bis 60 m, so die Veröffentlichung. Der Übergang zu einer emissionsfreien Weltwirtschaft müsse deshalb deutlich beschleunigt werden, argumentieren die Autoren.

„Diese Kippelemente könnten sich wie eine Reihe von Dominosteinen verhalten. Wird einer von ihnen gekippt, schiebt dieses Element die Erde auf einen weiteren Kipppunkt zu. Es könnte sehr schwierig oder sogar unmöglich sein, die ganze Reihe von Dominosteinen davon abzuhalten, umzukippen. Manche Orte auf der Erde könnten unbewohnbar werden, wenn die „Heißzeit“ Realität würde.“

### 2019: Wissenschaftler erklären „Klima-Notfall“
Im November warnten mehr als 11.000 Forscher aus 153 Staaten vor einem weltweiten Klimanotstand. In dem in der Fachzeitschrift BioScience veröffentlichten Aufruf schrieben die Forscher, dass „unsägliches menschliches Leid“ nicht mehr zu verhindern sei, sofern sich das menschliche Verhalten nicht ändere, das zum Ausstoß von Treibhausgasen sowie weiteren klimawandelbegünstigenden Faktoren führe. Wissenschaftler hätten „die moralische Verpflichtung, die Menschheit vor jeder katastrophalen Bedrohung zu warnen und ‚zu sagen, wie es ist.‘“ Die Daten zeigten klar, dass die Menschheit einem Klimanotstand gegenüberstehe. Notwendig seien sechs entscheidende Veränderungen: Umstieg auf erneuerbare Energien, Verringerung des Schadstoffausstoßes wie z. B. von Methan und Ruß, verbesserter Schutz von Ökosystemen wie Wäldern und Mooren, Umstellung der Ernährung auf mehr pflanzliche und weniger tierische Produkte, nachhaltige Veränderung der Weltwirtschaft und Eindämmung des weltweiten Bevölkerungswachstums.

### 2022: Earth for all
Earth for all ist eine internationale Initiative, die im Auftrag des Club of Rome Konzepte entwickelt hat und  diese mit systemdynamischen Computersimulationsprogrammen berechnet hat.
Die Studie konzentriert sich auf zwei Szenarien. Szenario eins ist ein Weitermachen wie bisher mit wenig Klimaschutz und wenig Armutsbekämpfung, genannt too little too late. Szenario zwei untersucht die Vorschläge der Expertenkommission, genannt giant leap. Das Ergebnis lautet, dass ein menschenwürdiges Leben für alle unter Einhaltung der planetaren Grenzen möglich und auch finanzierbar ist.